# Burchardia
Burchardia är ett släkte i tidlösefamiljen, vilket beskrevs av Robert Brown 1810 i den enda publicerade halvan av hans Prodromus Florae Novae Hollandiae. I dag består släktet av sex arter, varav fem förekommer i Väst-Australien och en art i östra Australien. De är kallas för mjölkpigor (milkmaids) och är i huvudsak vårblommor.